# Trichinellinae
Die Trichinellinae sind eine Unterfamilie der Fadenwürmer, deren Adultstadien Darmparasiten bei Säugetieren sind. Sie sind die einzige Unterfamilie in der Familie Trichinellidae. Ihre Larven besiedeln dagegen die Skelettmuskulatur von Säugetieren. Einige Arten konnten sowohl bei Säugetieren als auch bei Vögeln beziehungsweise Reptilien nachgewiesen werden. Von medizinischer Bedeutung ist die Typgattung der Trichinen. Von den acht Arten dieser Gattung befallen sieben auch den Menschen und verursachen die Trichinellose.

## Merkmale
Es handelt sich um kleine Fadenwürmer, deren Vorderende etwas schlanker als das Hinterende ist. Der Mund ist einfach gebaut. Männchen haben keine Spicula. Die Vulva der Weibchen liegt in der Ösophagusregion. Trichinellidae sind ovovivipar.

## Systematik
Die Unterfamilie enthält nur die Tribus Trichinellini und diese nur eine Untertribus, die Trichinellinii. Die 18 Arten darin werden vier Gattungen zugeordnet:
- Brevithominx Travassos, Teixeira-De-Freitas & Machado-De-Mendonca, 1964
- Echinocoleus Lopez-Neyra, 1947
- Hepatospina Thieme, 1961
- Trichinella Railliet, 1895